# Phorcys (dieu)
Pour les articles homonymes, voir Phorcys.
Phorcys (en grec ancien : Φόρκυς / Phórkys ou Φόρκος / Phórkos, « le Monstrueux ») est une divinité marine de la mythologie grecque.

## Mythe
Phorcys est l'un des fils de Pontos (le Flot) et de Gaïa (la Terre), bien que des fragments orphiques en fassent le septième Titan[réf. nécessaire] et que Platon le range parmi les enfants d'Ouranos et de Gaïa. Marié à sa sœur, Céto, il en a de nombreux enfants, tous des monstres hideux connus sous le nom de Phorcydes. On y retrouve notamment la nymphe Thoosa, les Gorgones, les Grées, et parfois les sirènes ou Scylla (qu'Homère fait plutôt naître d'Hécate). Hésiode, outre les Grées et les Gorgones, cite Échidna et Ladon comme les deux plus jeunes enfants du couple.

## Démythification
Dans les Histoires incroyables de Paléphatos de Samos, l'auteur confond les Grées et les Gorgones, et ne parle à aucun moment des autres Phorcydes. Paléphatos explique que Phorcys régnait sur les îles au large du détroit de Gibraltar ; il fit faire une statue en or de la déesse Athéna et son peuple surnomma la déesse Athéna « Gorgone », comme d’autres divinités ont des surnoms dans d’autres villes ou royaumes. 
Phorcys mourut avant le placement de la statue dans le sanctuaire, et ce sont ses trois filles, désireuses de n'épouser personne, qui s'étant partagé le patrimoine, gouvernaient une île, chacune à tour de rôle. Elles engagèrent un ami de leur père comme un vigile pour veiller sur leurs affaires. Persée, exilé d'Argos, pillait en pirate les villages côtiers, avec navires et troupes. Apprenant que le royaume était tenu par trois femmes, royaume très riche et où les hommes étaient rares, il mit le cap dessus, captura l'ami du père des héritières, qui déclara qu'il n'existait aucun butin dans le royaume, hormis la « Gorgone », puis révéla la quantité d'or dont elle était faite.
Constatant l'absence du gardien, les filles s'accusèrent les unes les autres quand arriva Persée, qui leur annonça qu'il retenait le gardien et qu'il ne le leur rendrait qu'à condition qu'elles lui révèlent où se trouvait la Gorgone. Méduse garda le silence, Sthéno et Euryalé, elles, le lui apprirent. Persée tua alors Méduse et rendit le gardien aux deux autres sœurs. Il s'empara de la Gorgone et la réduisit en morceaux, l'embarqua dans sa trirème, et la baptisa du nom de « Gorgone ». Il continua à naviguer en pirate jusqu'à Sériphos, où les habitants demandèrent quelques jours pour réunir la somme. Ayant rassemblé des pierres hautes comme des hommes, ils les placèrent dans leur agora et s'enfuirent en abandonnant leur île. Lorsque Persée revint pour percevoir l'argent et vit seulement des pierres hautes comme des hommes, il mit en garde contre ce qui était arrivé les habitants de Sériphos qui, pour avoir regardé la tête de la Gorgone, devinrent des pierres.

### Sources
- Pseudo-Apollodore, Bibliothèque [détail des éditions] [lire en ligne] (I, 2, 6).
- Apollonios de Rhodes, Argonautiques [détail des éditions] [lire en ligne] (IV, 828).
- Hésiode, Théogonie [détail des éditions] [lire en ligne] (237 et suiv.).
- Homère, Odyssée [détail des éditions] [lire en ligne] (I, 71 ; XIII, 95 et 346).
- Platon, Timée [détail des éditions] [lire en ligne] (40e).